# Eoophthalmidium
Eoophthalmidium es un género de foraminífero bentónico de la familia Ophthalmidiidae, de la superfamilia Cornuspiroidea, del suborden Miliolina y del orden Miliolida. Su especie tipo es Praeophthalmidium (Eoophthalmidium) tricki. Su rango cronoestratigráfico abarca el Anisiense (Triásico medio).

## Discusión
Clasificaciones más recientes incluyen Eoophthalmidium en la superfamilia Nubecularioidea.

## Clasificación
Eoophthalmidium incluye a las siguientes especies:
- Eoophthalmidium ninglangensis †
- Eoophthalmidium tricki †